# Lavoisiera humilis
Lavoisiera humilis är en tvåhjärtbladig växtart som beskrevs av Charles Victor Naudin. Lavoisiera humilis ingår i släktet Lavoisiera och familjen Melastomataceae. Inga underarter finns listade i Catalogue of Life.